# Meherpur (district)
Meherpur est un district du Bangladesh. Il est situé dans la division de Khulna. La ville principale est Meherpur.

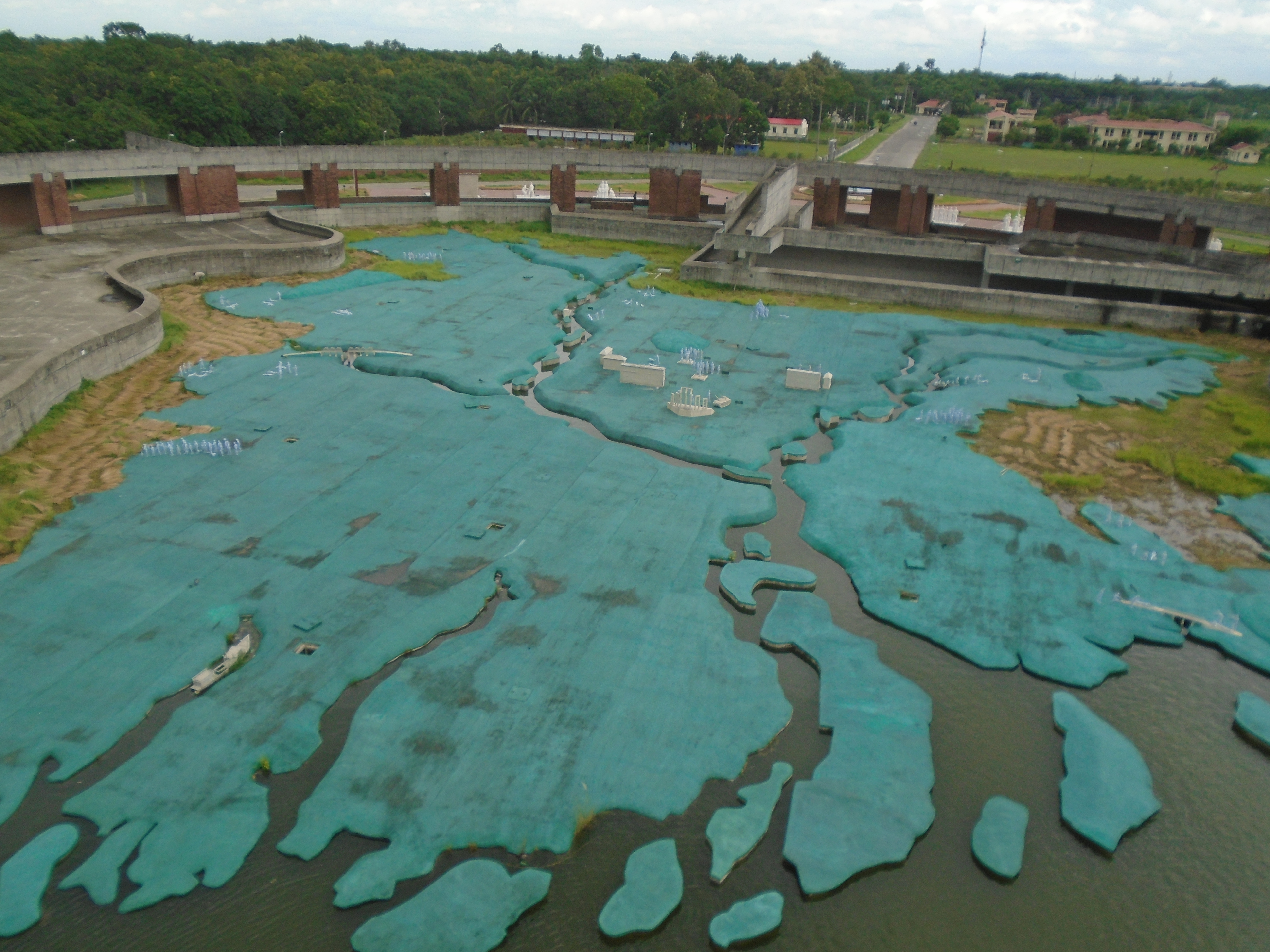
Mujibnagar Upazila